# Louise Guillemette-Labory
Pour les articles homonymes, voir Guillemette et Labory.
Louise Guillemette-Labory est une bibliothécaire et gestionnaire québécoise qui a été directrice du réseau de Bibliothèques de Montréal de 2002 à 2015.

## Historique familiale et éveil à la bibliothéconomie
Louise Guillemette-Labory est né le 18 février 1953. Elle est issue d’une famille avide de littérature et a accès dès son plus jeune âge à de nombreux livres par le biais de ses parents et particulièrement sa grand-tante Diane Moreau et sa tante Marguerite Guillemette, toutes deux bibliothécaires.
Diane Moreau qui est la sœur de Fabiola Moreau, la grand-mère de Louise, est la première de la famille à faire son entrée dans le milieu de la bibliothéconomie. Ayant fait venir sa sœur nouvellement veuve à Montréal, à la suite du décès du grand-père de Louise Guillemette-Labory, Diane Moreau souhaitant gagner plus d’argent pour soutenir sa famille, prend un deuxième emploi à la bibliothèque Saint-Sulpice où elle travaille au catalogage. Diane Moreau incite quelques années plus tard sa nièce, Marguerite Guillemette à envisager la carrière de bibliothécaire et plus précisément auprès des enfants. Cette dernière obtient son diplôme de bibliothéconomie et bibliographie en 1941 de l’École de bibliothécaires et travaille par la suite, et pour toute la durée de sa carrière, à la bibliothèque des enfants de la centrale.
Marguerite Guillemette joue un rôle important dans le développement de la passion de Louise Guillemette-Labory pour les bibliothèques en commençant par une introduction au milieu. Sa tante l’amène régulièrement à la bibliothèque, lors de ses quarts de travail, ce qui a pour effet de faire découvrir les bibliothèques publiques à Louise dès son plus jeune âge,.
Fait intéressant, la fille de Madame Guillemette-Labory, Marie-Hélène, est aussi bibliothécaire et amène donc à quatre le nombre de générations de bibliothécaires dans la famille.

## Études
Diplômée en étude française en 1976 de l'Université de Montréal, elle obtient par la suite une maîtrise de bibliothécaire à l'École de bibliothéconomie et des sciences de l’information en 1978.

## Carrière dans les bibliothèques publiques

### Début de carrière
Hésitant entre un avenir de technicienne en documentation et de bibliothécaire, sa tante Marguerite Guillemette, lui conseille de travailler d’abord en bibliothèque afin de voir si elle pourrait aimer cet emploi. Elle fait ses premiers pas à la bibliothèque d'Ahuntsic auprès d’Hélène Charbonneau. Elle travaille dans cette institution jusqu'à l'âge de 25 ans.
De 1979 à 1982 Louise est l'auteure de comptes rendus et de critiques de livres pour enfants pour la revue Lurelu.
Rapidement après avoir obtenu son diplôme, elle devient chef de division Bibliothèque puis directrice du service des loisirs de Ville d'Anjou (1990-2001). Durant ses années, elle a comme mentor Jean Corbeil, maire d'Anjou.
Elle est présidente de l'association des directeurs des bibliothèques publiques du Québec (ADIBIPUQ) qui deviendra plus tard l'Association des bibliothèques publiques du Québec (ABPQ) pour un mandat de deux ans, en 1985 et 1986. Elle a également été présidente de la Corporation des bibliothécaires professionnels du Québec de 1992 à 1994,.

### Direction des bibliothèques de la Ville de Montréal
En 2002, elle devient directrice associée Bibliothèques, au Service de la culture de la Ville de Montréal, poste qu'elle occupe jusqu'en 2015. Au moment de son entrée en fonction, le réseau des bibliothèques est à un moment particulier de son histoire: le gouvernement du Québec travaille à fusionner 28 municipalités de la l'île de Montréal.
La place de la femme dans des postes de cadre est encore plutôt rare lors de son mandat et elle rencontrera souvent des embûches puisqu’elle ne se sentira pas prise au sérieux14. Un de ses mentors de longue date, Jean Corbeil, aura été un allié dès le début de sa carrière en reconnaissant le potentiel de Louise Guillemette-Labory.

### Projets phares
En 2005, elle dirige la publication d'un diagnostic des bibliothèques publiques de l'île de Montréal qui sont alors au nombre de 45, alors qu’elle croit qu’il en manque une dizaine pour desservir correctement les citoyens. Cette analyse, réalisée en partenariat avec l’équipe de direction des bibliothèques de la Ville de Montréal, une représentante du ministère de la Culture, des experts du milieu financier ainsi que des dirigeants des bibliothèques des arrondissements ciblés par le projet, permet de mettre en lumière l’état critique de la situation des bibliothèques dans la métropole. On y dénote notamment un très faible taux de fréquentation, une lacune considérable au niveau du nombre d’employés, une déficience budgétaire et un grand manque d’installations,. Le bilan du rapport fait un état critique du premier point puisque moins d’un Montréalais sur trois dit avoir déjà fréquenté une bibliothèque du réseau, en comparaison avec une variation de un sur deux et deux sur trois dans les autres grandes villes du pays. De ce diagnostic naît en 2008 le programme de rénovation, d'agrandissement et de construction de bibliothèques (programme RAC). Ce programme donne naissance à de nouvelles bibliothèques dont les bibliothèques du Boisé et Marc-Favreau en 2013, la bibliothèque Saul-Bellow en 2015 et la bibliothèque Benny en 2016. L’édification de ces bibliothèques constitue d’ailleurs une grande fierté pour Madame Guillemette-Labory et un projet important mené à terme pendant son mandat. Durant sa carrière à la Ville de Montréal, elle permet l'harmonisation des systèmes de gestion des bibliothèques, la bonification des heures d'ouverture, la gratuité des services dans l'ensemble du réseau, l'implantation de la technologie RFID et du libre-service  .

### Enjeux sociaux et approche communautaire
Touchée dès son plus jeune âge par les enjeux d’inégalités sociaux dont elle prend conscience en fréquentant la bibliothèque où sa tante travaille, elle travaille toute sa carrière à tenter de diminuer les inégalités en faisant la promotion de la lecture,. Sa tante Marguerite Guillemette lui inculque les valeurs nécessaires pour inspirer les jeunes à fréquenter la bibliothèque et ainsi développer leurs connaissances via la lecture. Inspirée par le concept de la bibliothèque tiers-lieu développé par Ray Oldenburg qui suggère que la bibliothèque est une extension du chez soi, après la maison et le travail, Louise Guillemette-Labory a souhaité, tout au long de sa carrière, créer des bibliothèques chaleureuses où la communauté se sent à l’aise. La bibliothèque se doit d’être accessible afin que les gens souhaitent la fréquenter et y retrouve des services tant vivants que variés.

### Implications, associations et après-carrière
Madame Guillemette-Labory est membre du jury du Grand Prix du livre de Montréal à plus d'une reprise. En 2010, elle est nommée au Conseil consultatif de la lecture et du livre par la ministre de la Culture des Communications et de la Condition féminine du gouvernement du Québec, Christine Saint-Pierre. Durant sa carrière, elle s'est investie comme membre dans plusieurs conseils d'administration, par exemple au sein de Bibliothèques et Archives nationale du Québec (BAnQ) et le Salon du livre de Montréal. Intéressée par les thèmes reliés à la lecture, l’éducation et l’environnement, Madame Guillemette-Labory continue de s’impliquer dans diverses associations et milieux, notamment au sein des conseils d’administration de la Fondation québécoise de l'alphabétisation, de l'organisme Lire et faire lire et du Festival BD de Montréal, dont elle a été la présidente de 2018 à 2022.

## Prix et distinctions
Diplômée d‘honneur de l'École de bibliothéconomie et des sciences de l'information en 2014.
Elle reçoit, en 2017, le titre de membre honoraire de l'ASTED (Association pour l'avancement des sciences et des techniques de la documentation).